# 予測市場
予測市場 (よそくしじょう、prediction market) とは、将来予測をするための先物市場である。
将来事象に関する群衆の意見を先物市場のメカニズムを用いて一つの数字に集約し、その数字を「予測値」とする。先物市場の仕組みを使うため、その予測値はリアルタイムで変化し、外部の情報（ニュース等）によっては大きく変化することもある。
なお、先物市場と株式市場の類似性から、予測市場は株式市場の仕組みを使っているという説明がなされることがあるが、厳密な意味では正しくない。それは、予測市場は、将来事象をもとにキャッシュフローが決定され清算が伴うという先物市場特有の仕組みを有している一方で、株式市場はそのような清算は伴わないからである。
また意見集約方法であるアンケートと比較されることも多い。アンケートが一人一票であるのに対し、予測市場は個々人の自信の度合いに応じて票数を変えることが可能である。また、アンケートはある一時点での意見しか集約できないが、予測市場はリアルタイムかつ継続的に意見を集約できるという点で異なるといえる。

## 概要
本来先物は、ある商品の価格変動の影響を避けるための手段（リスクヘッジ）として利用されるが、先物市場に於ける「現物」に対応する商品がない予測市場においては、価格変動を利用して利益を得るスペキュレーション（投機）が唯一の取引動機であり、以下のような場合に、利益を得ることが出来る。
- 今後の価格の上昇を予想して契約を購入し、実際に価格相場が上昇して売却した場合、または購入価格より高い価格で清算された場合。

- 今後の価格の下落を予想して契約を売却し、実際に価格相場が下落して買い戻しを行った場合、または売却価格未満で清算された場合。

ただしの指摘では、現実通貨を用いる予測市場なら、現物に対応する商品が無くても、市場の扱う事象との経済的関係が深い商品に対してリスクヘッジを行うことが出来る。例えば、積雪量を対象とした予測市場を利用することで、スキー場経営者は人工降雪機のコストをヘッジすることができる(天候デリバティブを参照)。
また、価格に一定の関係を持つ複数の証券があり、これらの証券の価格が一定の関係から外れた場合、ノーリスクで利益をあげるアービトラージ(裁定取引)が出来る。例えば、での予測市場では、「自民党の議席数」証券と「民主党の議席数」証券の価格の合計は、総議席数を上回ることがない。このため、この二つの証券の価格合計が総議席数を上回った場合、両方の証券に対し同数の売りを行うことで、元本割れのリスクを冒すこと無く利益を確保することが出来る。
現金通貨予測市場なら、異なる市場間の価格差を利用したものなど、先物市場で用いられるアービトラージ手法の殆どを当て嵌めることが出来る。

## 現在運営中の予測市場
- Iowa Electronic Markets

アメリカ国内では原則として、法律により現実通貨による予測市場を作ることが出来ない。しかし、アイオワ大学が運営するこの予測市場では研究目的を理由として、現実通貨を取引に用いる事が例外的に認められている。
- Intrade

アイルランドにある現金通貨予測市場サイト。法的制限の厳しいアメリカ人向けの予測テーマが充実している。

### 日本語圏向け
- Polex（ポレックス）　予測市場　選挙・政治予測

Polexは、2024年にAI党が実施した選挙予測マーケットであり、自民党総裁選に関する実証実験として注目された。このプロジェクトは、アメリカのIowa Electronic Markets（IEM）をモデルにしており、非営利のアカデミックな目的で行われた。主な目的として、選挙結果の予測精度を向上させ、経済的インセンティブと選挙行動の関連性を調査し、国民の新しい政治参加モデルを探ることが挙げられている。
この実験では、日本の選挙法や賭博に関する法律に抵触しないよう配慮され、参加者の投資金額は500ドル未満に制限された。実験結果は一般に公開され、今後の学術的な分析が進められる予定である。
- shuugi.in　予測市場　選挙・政治予測/経済・投資予測

静岡大学の佐藤研究室が運営している、仮想通貨による予測市場サイト。
- 予測メーカー こうなる

同じく、静岡大学の佐藤研究室が運営している、仮想通貨による予測市場サイト。取引対象となる予測テーマを参加者が設定できる。
- 予測市場｜学術的なリサーチ手法で、未来を予測するポータルサイト

株式会社ライトアップが運営している予測市場サイト。アンケートサイトも兼ねる事で、商品に交換可能な通貨を用いている。競馬などで用いられているパリミュチュエル方式が主力なので、先物市場由来のリアルタイム性が望めない代わりに、取引ルールが簡単になる。
- 予言者への掲示板

個人が運営している、仮想通貨による予測市場サイト。「こうなる」と同様に参加者が予測テーマを設定する。市場への注文発行と、掲示板へのコメント書き込みが一体化しており、コメントを表示させる為には市場流動性を向上させる注文をしなければならない仕組みになっている。